# Meteoriopsis maroniensis
Meteoriopsis maroniensis är en bladmossart som beskrevs av Brotherus 1909. Meteoriopsis maroniensis ingår i släktet Meteoriopsis och familjen Meteoriaceae. Inga underarter finns listade i Catalogue of Life.